# Channel Television
ITV Channel Television, anciennement Channel Television, est une station de télévision privée britannique reliée au réseau ITV à destination des îles Anglo-Normandes. La station a été créée en 1962 et fut jusqu'en 2011 l'une des dernières stations réellement indépendantes au sein du réseau ITV, dans le sens où elle n'était pas détenue par ITV plc.
La concurrence télévisuelle de ITV Channel Television est représentée par le décrochage régional de BBC One, à travers une édition spécifique du journal du sud-ouest de l'Angleterre, Spotlight.

## Histoire

### Lancement
Channel Television gagna la licence ITV pour les îles Anglo-Normandes en 1960 par le régulateur du réseau de l'époque, nommé alors Independent Television Authority (ITA). Cependant, l'ITA a souligné que la loi sur la télévision de 1954 - loi ayant permis la mise en place du réseau privé britannique et sa structure - ne prévoit pas une diffusion sur les îles Anglo-Normandes et que par conséquent, si l'ITA devait exploiter une franchise ITV sur ces iles, cela devrait passer notamment par la votation de l'extension de diffusion en conseil des iles de Jersey et Guernesey.
En parallèle, la nouvelle franchise fait face aux difficultés à se relier aux émissions nationales d'ITV. La solution trouvée a été la construction d'une station de relais à micro-ondes sur l'île septentrionale d'Alderney qui est en connexion avec une autre station ITV, celle de Westward Television (aujourd'hui ITV Westcountry) au sud-ouest de la Cornouaille. Channel Television a eu des difficultés à avoir l'autorisation pour la construction d'un mât-relais, mais la situation s'est débloquée en septembre 1961.
Channel Television entre en diffusion le 1er septembre 1962. La franchise dessert le plus faible bassin de population au sein du réseau, à savoir seulement 150.000 personnes dans 54.000 foyers.

### Années 1960 et 70
La petite taille de Channel Television, que ce soit en termes d'audience qu'en termes de moyens techniques, en fait la moins vulnérable à toutes les perturbations que peut subir ITV. Ainsi, lorsque les techniciens d'ITV se sont mis en grève à l'été 1968, Channel Television a été la seule franchise à ne pas avoir été affectée. De même pour le grand "black-out" de 1979 (entre août et octobre), où Channel fut la seule à poursuivre ses activités en proposant une programmation axée sur les films, les reprises d'émissions et fictions archivées et toujours les rendez-vous locaux, principalement d'informations.
Toutefois, elle n'a pas échappé à la semaine de trois jours de 1973-4 qui restreint les heures de diffusion de la télévision pour économiser l'électricité à la suite de la crise pétrolière.
Channel Television a également fait des progrès au cours de cette période pour améliorer ses services. En 1970, Channel Television a officialisé ses relations avec Westward Television, se partageant une grande partie de la programmation. En 1976, la franchise passe à la couleur. Elle fut la dernière franchise à le faire et ceci sept ans après la première. Les retards étaient dus au coût de la mise à niveau des studios, l'achat de nouveaux équipements et la nécessité d'avoir le flux national de ITV dans les meilleures conditions possibles. Les programmes locaux sont passés en couleur l'année suivante.
Channel Television a été la première station de télévision en Europe à utiliser les voitures-satellites (SNG) pour l'élaboration des programmes d'informations.

### Années 1980 et 90
Au début des années 1980, certaines franchises ont été remises en jeu. Celle de Channel Television fut renouvelée sans problème. Cependant, à la suite du remplacement de la franchise Westward par TSW (Television South West), l'accord est revu avec la nouvelle entité.
En 1986, Channel Television décide d'arrêter l'accord de coopération avec TSW pour se tourner vers la franchise TVS (Television South - aujourd'hui ITV Meridian). Ce changement provoquera notamment quelques désordres au niveau de la diffusion des fictions de l'après-midi, TSW ayant du retard sur TVS et vice-versa, nombre d'épisodes de séries furent alors sautés ou diffusés une seconde fois. Cet accord débouchera également sur le lancement de la programmation de nuit sur Channel - alors intégralement produite par TVS -, et indirectement le passage en 24h/24.
Durant cette période, la franchise a commencé à investir dans les nouvelles technologies. Une division locale d'ORACLE - le télétexte d'alors d'ITV - dédiée aux infos locales est mise en service en 1981. La franchise utilisa la première caméra sous-marine, proposant des images d'une épave romaine. Un an plus tard, la rédaction est informatisée. Une première au sein du réseau ITV.
En 1991, les franchises sont remises en jeu, de même que les règles, où seul priment les fortes mises. Toutefois, un critère qualitatif a dû être ajouté à la suite des nombreuses critiques. Channel Television s'est retrouvée face au projet CI3, fondé par des anciens de Channel. Cependant, malgré une mise 100 fois plus importante par CI3, Channel remporte la partie pour 1 000 £ seulement (la plus petite mise autorisée) et gagne le droit de continuer à émettre après 1993, le projet CI3 étant jugé comme étant "non-qualitatif".
En 1993, Channel produit ses premiers bulletins d'infos matinales au sein de la nouvelle franchise matinale, GMTV (rachetée par ITV plc en 2010).
En 1996, la franchise a démarré le sous-titrage de ses programmes locaux.

### 2000 à aujourd'hui
En 2001, Channel Television est rachetée par Yattendon Investment Trust. Ce rachat n'entraine aucune modification à l'écran.
En 2004, Channel Television devient l'une des 3 franchises indépendantes du réseau ITV, après la fusion des franchisés Carlton (aujourd'hui ITV Londres) et Granada (aujourd'hui ITV Granada), propriétaires chacun d'une part importante du réseau, en ITV plc. Les deux autres franchisés indépendants sont STV, située en Écosse, et UTV, située en Irlande du Nord.
Début 2008, Channel Television a commencé à émettre en 16/9. Les îles Anglo-Normandes sont passées de l'analogique au numérique pour la télé en novembre 2010.
En 2011, Channel Television a été rachetée par ITV plc au groupe Yattendon. L'accord a été annoncé le 18 octobre, sous réserve de l'approbation de l'Autorité de régulation de la concurrence de Jersey, et a été achevé le 23 novembre. Bien que non annoncé officiellement, l'accord a été estimé pour une valeur d'au moins dix millions de livres.
À la suite du changement d'habillage de ITV en janvier 2013, Channel Television a été rebaptisée ITV Channel Television, et adopte définitivement, comme toute franchise ITV plc qui se respecte, l'habillage et les codes graphiques du réseau, sans variante régionale.

## Diffusion
Depuis sa création en 1962, Channel Television a toujours été diffusée par voie hertzienne depuis son pylône émetteur de Fremont Point situé au nord de Jersey, à destination des iles Anglo-normandes, d'abord au système britannique 405 lignes en noir et blanc sur le canal B9 (polarisation horizontale) puis, à partir de 1976, en 625 lignes couleurs PAL I.
Le site IBA de Fremont Point a été préféré à celui de la BBC ("Les Platons") pour la diffusion UHF des deux chaînes de la BBC, de ITV puis de Channel 4. Le manque de fréquences disponibles, dû à la proximité de la France, a empêché la diffusion de Channel 5 en analogique depuis ce site. Fremont Point peut être capté en France dans l'ouest du département de la Manche, le nord du département d'Ille-et-Vilaine et le nord des Côtes-d'Armor. Sa diffusion en couleur dans la bande UHF (la dernière du réseau ITV) n'est intervenue qu'en 1976, sept ans après Londres. Ce retard a été dû au coût de mise en couleur des studios et matériels, mais aussi aux grandes difficultés techniques pour capter le signal sans interférences depuis le Sud-Ouest de l'Angleterre (les liaisons hertziennes étant seules possibles à cette époque). Une antenne réceptrice spéciale "SABRE" (Steerable Adaptive Broadcast Reception Equipment), spécialement conçue et mise au point par les ingénieurs de l'IBA et permettant de corriger automatiquement les interférences, avait été installée sur l'île d'Alderney et reliée par faisceau hertzien à Jersey. Cette liaison a désormais été remplacée par un câble sous-marin à fibre optique. Channel Télévision est désormais diffusée en numérique depuis novembre 2010.

## Studios
Channel Television exploite actuellement deux studios : le complexe principal est situé à Jersey avec un second studio à Guernesey. La base de Jersey est située au large de La Pouquelaye près de Saint-Hélier et abrite le studio principal utilisé pour les Nouvelles d'ITV de Channel TV. Un autre studio pour d'autres productions locales et un studio de continuité sont également utilisées. Le bâtiment a été précédemment utilisé par une société de transport de Jersey. Channel Television a déménagé en 1988, pour aller à l'angle de la rue Rouge Bouillon et de la rue du Val Plaisant. Ce studio construit à partir de rien en 1961 a servi à la station du lancement jusqu'au passage à la rue La Pouquelaye.
Les locaux de Guernesey Channel réside actuellement dans les studios de l'avenue Bulwer à Saint-Sampson, et ce depuis 1997. Auparavant ils étaient sur l'Esplanade Saint-Georges à Saint-Pierre-Port. Ces studios ont été créés en 1983.
Channel Television possédait également un bureau à Londres près de The London Studios à partir duquel ils pouvaient vendre leurs espaces publicitaires et assurer la liaison avec ITV plc. À la suite de la réorganisation de l'ITV à Londres ce bureau a été fusionné avec le London Studios.

## Programmes

### Aujourd'hui
- ITV News Channel TV
- ITV Channel Weather
- Puffin Pla(i)ce, programme destinée au jeune public.
- Destination Report

### Contributions au sein du réseau ITV
Bien que Channel Television ait fait peu pour le réseau national d'ITV, cette chaîne contribue à un certain nombre de roadshow et de séries d'anthologie qui ont été produits en collaboration dans un certain nombre de télévisions régionales.

### Autres programmes
- The Lonely Man (1963)
- The Bitter Years (1970)
- Jambo: The Gentle Giant (Documentaire unique, 1986)
- The Dodo club (1987-89)
- Bertie the Bat (1990)
- Island (1996-97)

## Anciens dirigeants
- Wilfred Krichefski